# Coussarea krukovii
Coussarea krukovii är en måreväxtart som beskrevs av Paul Carpenter Standley. Coussarea krukovii ingår i släktet Coussarea och familjen måreväxter. Inga underarter finns listade i Catalogue of Life.